# Dalian Airlines

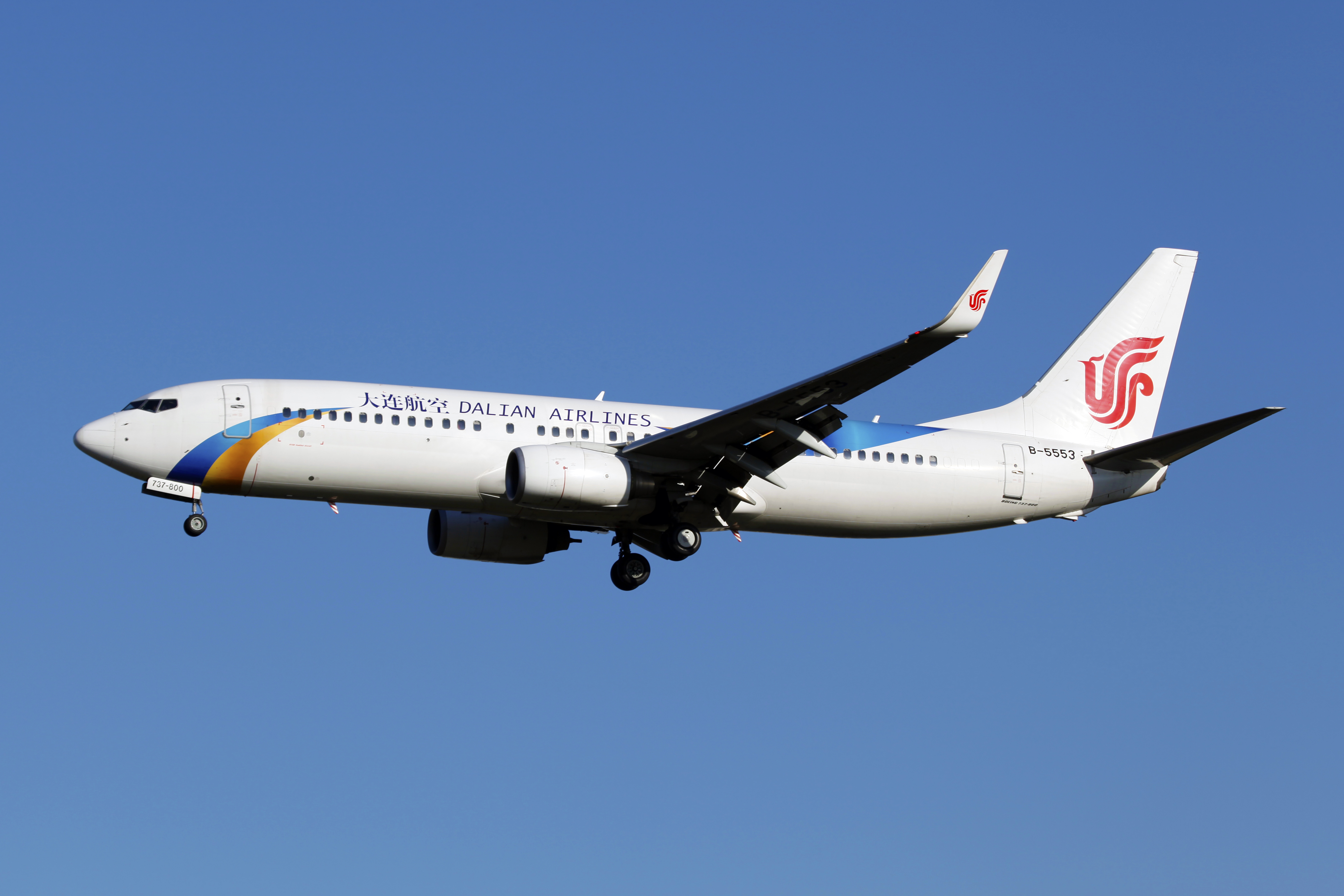
Boeing 737-800 авіакомпанії Dalian Airlines

Dalian Airlines (кит.: 大连航空大连航空) — китайська авіакомпанія зі штаб-квартирою в місті Далянь (провінція Ляонін, КНР), що працює в сфері регіональних пасажирських і вантажних перевезень. Дочірнє підприємство флагманської авіакомпанії Китаю Air China.
Портом приписки перевізника і його головним транзитним вузлом (хабом) є міжнародний аеропорт Далянь Чжоушуйцзи.

## Історія
До 2011 року уряд міста Далянь вів переговори з конгломератом HNA Group (власником Hainan Airlines) про створення регіонального авіаперевізника, які потім зайшли в глухий кут внаслідок неминучих розбіжностей між сторонами. Питання про утворення нової авіакомпанії вдалося вирішити з магістральним перевізником Air China.
5 липня 2011 року Міністерство цивільної авіації Китайської Народної Республіки видала дозвіл Air China і компанії «Dalian Baoshui Zhengtong Co.» на створення авіакомпанії Dalian Airlines Co Ltd. у рамках укладеного рік тому угоди між магістралом і урядом Даляня.
Dalian Airlines була утворена на базі капіталізації в один мільярд юанів, 800 мільйонів було проінвестовано Air China, 200 мільйонів — «Dalian Baoshui Zhengtong Co.». Частки власності між компаніями розподілилися в частинах 80 % і 20 % відповідно.
Авіакомпанія почала операційну діяльність 31 грудня 2011 року, зробивши свій перший регулярний рейс з Даляня в Шеньчжень.
У квітні 2016 року Міністерство цивільної авіації КНР видало авіакомпанії офіційний дозвіл на виконання міжнародних регулярних рейсів.

## Маршрутна мережа
Авіакомпанія планує пов'язати Далянь зі столицями всіх провінцій Китаю і основними туристичними зонами. На міжнародних напрямках перевізник розраховує вийти на маршрути в Японію і Південну Корею.
У червні 2012 року маршрутна мережа регулярних перевезень авіакомпанії Dalian Airlines охоплювала наступні пункти призначення:
- Пекін — міжнародний аеропорт " Шоуду
- Далянь — міжнародний аеропорт Далянь Чжоушуйцзы (хаб)
- Ханчжоу — міжнародний аеропорт Ханчжоу Сяошань
- Шеньчжень — міжнародний аеропорт Шеньчжень Баоань
- Сіань — міжнародний аеропорт Сіань Сяньян

## Флот
У липні 2015 року повітряний флот авіакомпанії Dalian Airlines складали наступні літаки: